# Paulista FC
Paulista FC is een Braziliaanse voetbalclub uit de stad Jundiaí in de deelstaat São Paulo.

## Geschiedenis
In 1903 werd de club Jundiahy Football Club door werknemers van de spoorwegen. In 1908 werd de club ontbonden omdat de werknemers niet meer de tijd hadden om te spelen. Supporters, spelers en sympathisanten richtten daarom op 17 mei 1909 Paulista FC op. Tussen 1998 en 2003 heette de club Etti Jundiai.
In 2005 won de club de Copa do Brasil na een overwinning in de finale op Fluminense, waardoor ze mochten deelnemen aan de Copa Libertadores.
Nadat de club in 2014 degradeerde uit de hoogste klasse van de staatscompetitie zakte de club op enkele jaren naar de vierde divisie. In 2019 promoveerde de club terug naar de Série A3.

## Erelijst
Copa do Brasil
2005

## Overzicht seizoenen Campeonato Paulista
| Competitie | Aantal | Periode                                                          |
| ---------- | ------ | ---------------------------------------------------------------- |
| Série A1   | 28     | 1926-1929, 1969-1978, 1985-1986, 2003-2014                       |
| Série A2   | 41     | 1948-1959, 1961-1968, 1979-1984, 1987-1993, 1996-2001, 2015-2016 |
| Série A3   | 4      | 1994-1995, 2017, 2020                                            |
| Série A4   | 6      | 2018-2019, 2021-2023, 2025-                                      |
| 2ª         | 1      | 2024                                                             |